# Philippe Tayeb
Philippe Tayeb, né la 7 février 1968, est un joueur et dirigeant de rugby à XV et homme d'affaires français. Il est président de l'Aviron bayonnais depuis 2018.

## Biographie
Né d'une mère espagnole et d'un père marocain, Philippe Tayeb grandit à Lourdes et fréquente le lycée La Serre de Sarsan de Lourdes puis le lycée Victor-Duruy à Bagnères-de-Bigorre.
Il pratique le football puis découvre le rugby à 7 ans. Il joue au rugby à XV au sein du FC Lourdes. Il est champion de France de Groupe B en 1995. Il est remplaçant lors de la finale à Argelès-sur-Mer contre l'US Romans. Il obtient aussi 5 capes pour l'équipe d'Espagne entre 1996 et 1997.
Après sa carrière de joueur, Philippe Tayeb devient assureur. En 2014, il s'associe à l'ancien international de rugby à XV Thomas Castaignède dans l'agence Axa d'Anglet et de Bayonne.
Le 20 avril 2018, il est élu président du directoire de l'Aviron bayonnais lors de l'assemblée générale des actionnaires tandis que Pierre-Olivier Toumieux est élu président du conseil de surveillance. Il s'entoure d'amis au sein du club. Il fait venir le nouveau manager Yannick Bru et les lourdais Éric Artiguste, Thierry Breton et Philippe Dufour. Sous sa présidence, le club remporte le championnat de France de Pro D2 en 2019 et accède ainsi au Top 14. Après une descente en 2021, le club remporte de nouveau le championnat de Pro D2 en 2022 et revient en Top 14.
Depuis le 19 avril 2021, il est membre du bureau et trésorier de l'Union des clubs professionnels de rugby, syndicat regroupant les clubs professionnels de Top 14 et de Pro D2.

## Palmarès
- Champion de France du groupe B en 1995[1]